# Фока (Ређо ди Калабрија)
Фока је насеље у Италији у округу Ређо ди Калабрија, региону Калабрија.
Према процени из 2011. у насељу је живело 437 становника. Насеље се налази на надморској висини од 70 м.